# 마르코 리바야
마르코 리바야(크로아티아어: Marko Livaja, 1993년 8월 26일~)는 크로아티아의 축구 선수이다. 최근에는 프르바 HNL의 클럽 HNK 하이두크 스플리트에서 뛰고 있다.

## 수상
인테르 프리마베라
- 넥스트젠 시리즈: 2011-12
- 캄피오나토 나치오날레 프리마베라: 2012

AEK 아테네
- 수페르리가 엘라다: 2017-18